# Huis Archem

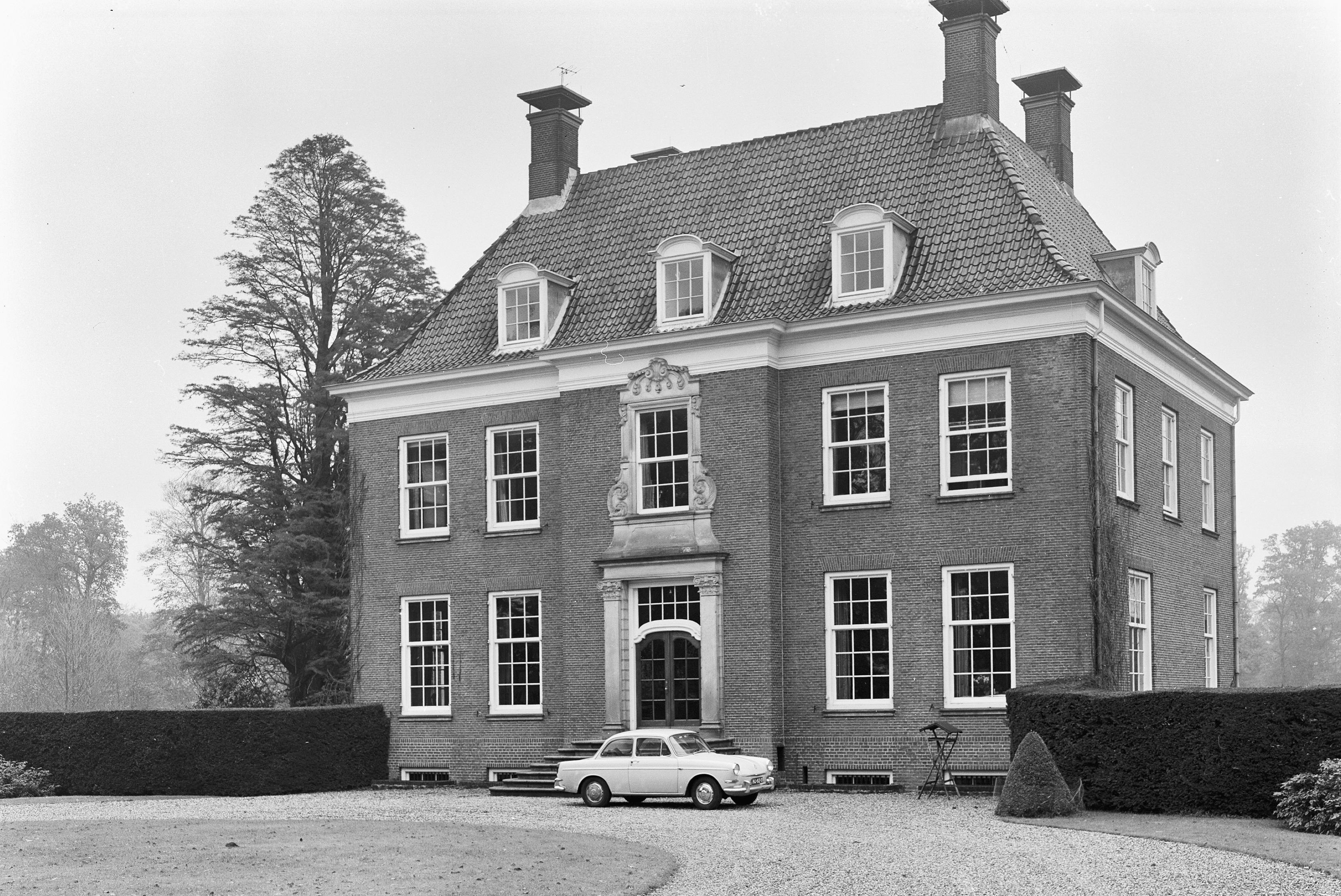
Huis Archem in 1966

Huis Archem is een buitenplaats en rijksmonument gelegen in de buurtschap Archem in de gemeente Ommen.
De buitenplaats bestaat uit een deels omgracht landhuis met koetshuis en boerderij omgeven door weilanden en een parkachtige tuin, aangelegd door Leonard Springer. Architect Andries de Maaker ontwierp het huis en koetshuis omstreeks 1925 in opdracht van jhr. Evert Rein van der Wijck, heer van Archem (1876-1934), wiens familie het landgoed al sinds 1748 in bezit heeft.